# Centralförbundet för fastighetsmäklarbranschen
Centralförbundet för fastighetsmäklarbranschen (Kiinteistönvälitysalan Keskusliitto ry  KVKL är en riksomfattande intresseorganisation för fastighetsmäklarbranschen i Finland. Föreningen har registrerats år 2008. KVKL arbetar för den finländska fastighetssektorn och yrkesverksamma inom mäklarbranschen genom att utveckla utbildningen, främja branschens etiska principer och juridiska regler samt bedriva effektiv intressebevakning både nationellt och internationellt. Jukka Malila är 2017 verkställande direktör
Aktia Fastighetsförmedling Ab, Kiinteistömaailma Oy, OP Gruppen, Realia Group Oy, Remax Finland samt Finlands Fastighetsmäklareförbund rf är idag medlemmar i KVKL. Organisationen representerar mer än 80 procent av alla yrkesverksamma inom mäklarbranschen i Finland.